# یونش

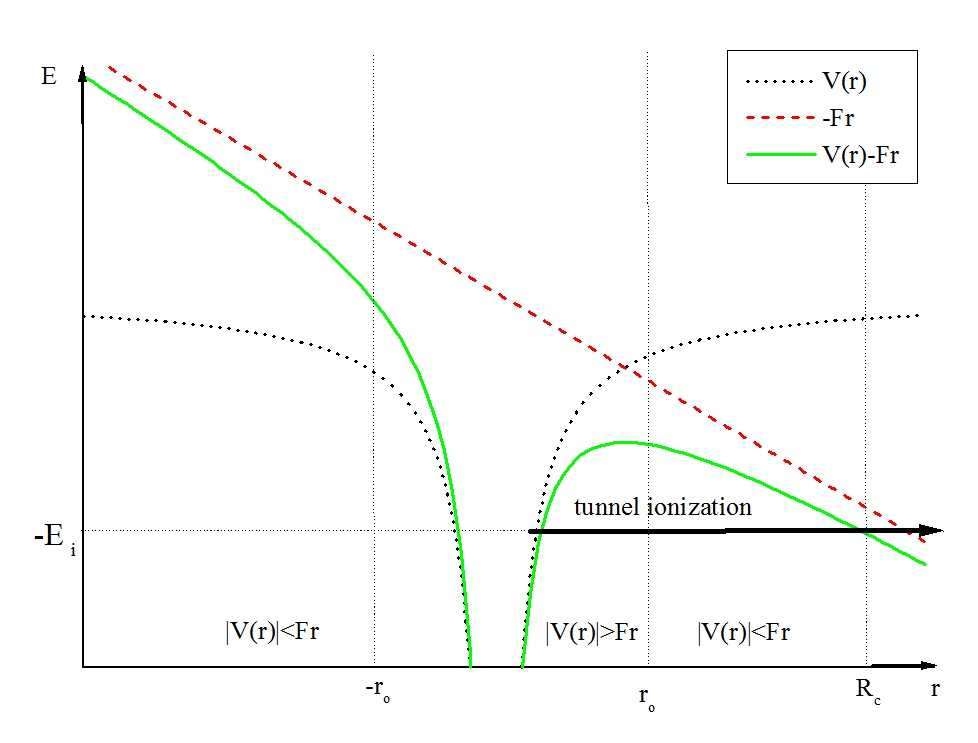
نمودار پتانسیل ترکیبی یک اتم و یک‌میدان لیزری یکنواخت؛ در فواصل r < r ۰، پتانسیل لیزر را می‌توان نادیده‌گرفت، در حالی‌که در فواصل با r > r ۰ پتانسیل کولن در مقایسه با پتانسیل میدان لیزر ناچیز است. الکترون از زیر سد در r = Rc بیرون می‌آید. E i پتانسیل یونیزش اتم است.

یونش یا یونیزش فرایند فیزیکی تبدیل اتمها یا مولکولها به یون به‌وسیلهٔ افزودن یا کاستن ذرات باردار از قبیل الکترون یا سایر یون‌هاست.

## بازده یونش
بازده یونش (به انگلیسی: Ionization efficiency، IE) نسبت تعداد یونهای تشکیل‌شده به تعداد الکترونها یا فوتونهای استفاده شده است.

## جدول
| بهاز   | جامد   | مایع  | گاز      | پلاسما |
| ------ | ------ | ----- | -------- | ------ |
| جامد   |        | ذوب   | تصعید    |        |
| مایع   | انجماد |       | تبخیر    |        |
| گاز    | چگالش  | میعان |          | یونش   |
| پلاسما |        |       | بازترکیب |        |